# Kadiatou Kanouté
Kadiatou Kanouté (Bamako, 11 giugno 1978) è un'ex cestista maliana.

## Carriera
Con il Mali ha disputato i Giochi olimpici di Pechino 2008.